# Outbreak Company
Outbreak Company: moeru shinryakusha (アウトブレイク・カンパニー 萌える侵略者?, Autobureiku Kanpanī moeru shinryakusha, lett. "Outbreak Company: l'invasore moe") è una serie di light novel scritta da Ichirō Sakaki e illustrata da Yūgen. Kōdansha pubblicò la serie in volumi tankōbon dal 2 dicembre 2011 al 7 agosto 2017. Un adattamento manga di Kiri Kajiya è stato serializzato sul good! Afternoon di Kōdansha dal 7 novembre 2012 al 7 novembre 2014. Un adattamento anime, prodotto da Feel, è stato trasmesso in Giappone dal 3 ottobre al 19 dicembre 2013.

## Trama
Shin'ichi è un giovane otaku a cui viene offerto un lavoro grazie alla sua vasta conoscenza di anime, manga e videogiochi. Tuttavia, subito dopo l'incontro con il suo nuovo datore di lavoro, viene rapito e portato in un mondo alternativo dove ogni aspetto del genere fantasy corrisponde a realtà. Shin'ichi viene dunque informato che in verità è stato selezionato dal governo giapponese per contribuire a migliorare le relazioni del suo paese con questo mondo: il suo compito è infatti dirigere un'azienda con lo scopo di diffondere i prodotti esclusivi della cultura giapponese in questo nuovo e inesplorato mercato.

## Personaggi

### Personaggi principali

I protagonisti Shin'ichi Kanō e Myucel Foaran

Shin'ichi Kanō (加納 慎一?, Kanō Shin'ichi)
Doppiato da: Natsuki Hanae
Il protagonista della serie. Decide di cercare un lavoro per sfuggire allo stile di vita da hikikomori che ha intrapreso da quando è entrato al liceo, ma finisce per essere assunto dal governo giapponese col compito di diffondere la cultura otaku, di cui è esperto, nel Sacro Impero di Eldant. È un vero e proprio otaku e rimane fedele ai suoi interessi per tutto il corso della storia.
Myucel Foaran (ミュセル・フォアラン?, Myuseru Foaran)
Doppiata da: Suzuko Mimori
Un'elfa mezzosangue che serve Shin'ichi nel Sacro Impero di Eldant come sua cameriera personale. Siccome Shin'ichi non prova alcuna discriminazione nei suoi confronti nonostante le sue umili origini, Myucel fa ben presto amicizia con lui e grazie al loro rapporto inizia anche ad imparare la lingua giapponese. Davanti all'inaspettata gentilezza di Shin'ichi, col passare del tempo Myucel si innamora del suo nuovo padrone e diventa la sua più grande sostenitrice. È anche una potente maga che è stata addestrata nell'esercito di Eldant.
Petralka Anne Eldant III (ペトラルカ・アン・エルダント三世?, Petoraruka An Erudanto Sansei)
Doppiata da: Mai Fuchigami
La sovrana dell'impero di Eldant. Nonostante l'aspetto di una bambina, ha la stessa età di Shin'ichi. Prende una cotta per Shin'ichi dopo aver notato come le parlava con disinvoltura e come le faceva visita con regolarità per leggerle manga. Si lamenta spesso di Myucel, piena di invidia per la sua intimità con Shin'ichi, e per avvicinarsi di più a quest'ultimo gli chiede di insegnare il giapponese anche a lei.

### Altri personaggi
Minori Koganuma (古賀沼 美埜里?, Koganuma Minori)
Doppiata da: Maaya Uchida
Un membro delle JSDF che ha ricevuto il compito di aiutare Shin'ichi con la sua missione di diffondere la cultura otaku nell'impero di Eldant. È anche lei un otaku ma, a differenza di Shin'ichi, è un'appassionata del genere yaoi, tanto che fantastica spesso su lui e Garius che diventano una coppia.
Jinzaburō Matoba (的場 甚三郎?, Matoba Jinzaburō)
Doppiato da: Keiji Fujiwara
Il rappresentante del governo giapponese che assume Shin'ichi per fargli diffondere la cultura otaku ad Eldant. Rivela a Shin'ichi la vera natura della sua missione solo dopo averlo drogato ed averlo portato via dalla Terra.
Elbia Hanaiman (エルビア・ハーナイマン?, Elbia Hānaiman)
Doppiata da: Sumire Uesaka
Una lupa mannara che inizialmente viene sospettata essere una spia del limitrofo impero di Bahailm. In seguito viene affidata a Shin'ichi come sua artista personale.
Garius En Cordbal (ガリウス・エン・コルドバル?, Gariusu En Korudobaru)
Doppiato da: Shin'ichirō Miki
Il cugino di Petralka, nonché cavaliere dell'impero di Eldant. I suoi genitori e quelli di Petralka combatterono per il trono e si uccisero a vicenda, di conseguenza Petralka divenne la nuova sovrana del paese già da bambina. Grazie all'influenza di Minori, Garius sembra essere interessato ai manga yaoi e, apparentemente, anche a Shin'ichi.

## Media

### Light novel
La serie di light novel è stata scritta da Ichirō Sakaki con le illustrazioni di Yūgen. Il primo volume è stato pubblicato sotto l'etichetta Kodansha Ranobe Bunko di Kōdansha il 2 dicembre 2011 e al 2 agosto 2017 ne sono stati messi in vendita in tutto diciotto. I diritti di distribuzione digitale in lingua inglese sono stati acquistati da J-Novel Club.
| Nº       | Data di prima pubblicazione                                     | Data di prima pubblicazione                                                 | Data di prima pubblicazione |
| Nº       | Giapponese                                                      | Giapponese                                                                  |                             |
| -------- | --------------------------------------------------------------- | --------------------------------------------------------------------------- | --------------------------- |
| 1        | 2 dicembre 2011                                                 | ISBN 978-4-06-375203-8                                                      |                             |
| 2        | 28 dicembre 2011                                                | ISBN 978-4-06-375211-3                                                      |                             |
| 3        | 2 maggio 2012                                                   | ISBN 978-4-06-375237-3                                                      |                             |
| 4        | 31 agosto 2012                                                  | ISBN 978-4-06-375255-7                                                      |                             |
| 5        | 30 novembre 2012                                                | ISBN 978-4-06-375271-7                                                      |                             |
| 6        | 2 maggio 2013                                                   | ISBN 978-4-06-375306-6                                                      |                             |
| 7        | 30 agosto 2013                                                  | ISBN 978-4-06-375323-3                                                      |                             |
| 8        | 1º novembre 2013                                                | ISBN 978-4-06-375337-0                                                      |                             |
| 9        | 28 febbraio 2014 (ed. regolare) 26 febbraio 2014 (ed. limitata) | ISBN 978-4-06-375340-0 (ed. regolare) ISBN 978-4-06-358484-4 (ed. limitata) |                             |
| 10       | 30 marzo 2014                                                   | ISBN 978-4-04-729520-9                                                      |                             |
| 11       | 2 ottobre 2014                                                  | ISBN 978-4-06-375360-8                                                      |                             |
| 12       | 27 febbraio 2015                                                | ISBN 978-4-06-381443-9                                                      |                             |
| 13       | 31 luglio 2015                                                  | ISBN 978-4-06-381463-7                                                      |                             |
| 14       | 2 dicembre 2015                                                 | ISBN 978-4-06-381505-4                                                      |                             |
| 15       | 1º luglio 2016                                                  | ISBN 978-4-06-381521-4                                                      |                             |
| 16       | 2 dicembre 2016                                                 | ISBN 978-4-06-381552-8                                                      |                             |
| 17       | 31 marzo 2016                                                   | ISBN 978-4-06-381591-7                                                      |                             |
| 18       | 2 agosto 2017                                                   | ISBN 978-4-06-381611-2                                                      |                             |
| Gaiden   | 2 agosto 2018                                                   | ISBN 978-4-06-512948-7                                                      |                             |
| Spin-off | 2 novembre 2018                                                 | ISBN 978-4-06-513099-5                                                      |                             |

### Manga
Un adattamento manga, disegnato da Kiri Kajiya, è stato serializzato sulla rivista good! Afternoon di Kōdansha tra il 7 novembre 2012 e il 7 novembre 2014. I vari capitoli sono stati raccolti in quattro volumi tankōbon, pubblicati tra il 2 settembre 2013 e il 7 gennaio 2015.
| 1 | 2 settembre 2013          | ISBN 978-4-06-387916-2 |
| 1 | Capitoli - Capitoli 1-5   |                        |
| 2 | 7 ottobre 2013            | ISBN 978-4-06-387925-4 |
| 2 | Capitoli - Capitoli 6-11  |                        |
| 3 | 6 giugno 2014             | ISBN 978-4-06-387975-9 |
| 3 | Capitoli - Capitoli 12-18 |                        |
| 4 | 7 gennaio 2015            | ISBN 978-4-06-388027-4 |
| 4 | Capitoli - Capitoli 19-25 |                        |

### Anime
Un adattamento anime, prodotto da Feel e diretto da Kei Oikawa, è stato trasmesso dal 3 ottobre al 19 dicembre 2013. Le sigle di apertura e chiusura sono rispettivamente Univer Page (ユニバーページ?, Yunibā Pēji) di Suzuko Mimori e Watashi no Hōsekibako (私の宝石箱?) di Mai Fuchigami. Gli episodi sono stati trasmessi in streaming in simulcast da Crunchyroll, mentre in America del Nord i diritti sono stati acquistati da Sentai Filmworks.

#### Episodi
| Nº | Titolo italiano (traduzione letterale) Giapponese 「Kanji」 - Rōmaji                          | In onda          | In onda |
| Nº | Titolo italiano (traduzione letterale) Giapponese 「Kanji」 - Rōmaji                          | Giapponese       |         |
| 1  | Sono finito in un altro mondo 「気が付けば異世界」 - Kigatsukeba isekai                       | 3 ottobre 2013   |         |
| 2  | Farei meglio a non guardare 「萌えるお世話係」 - Moeru osewagakari                            | 10 ottobre 2013  |         |
| 3  | Voi siete invasori 「汝の名は侵略者」 - Nanji no na wa shinryakusha                           | 17 ottobre 2013  |         |
| 4  | Spia pelosa 「ケモノなスパイ」 - Kemono na supai                                              | 24 ottobre 2013  |         |
| 5  | È davvero un altro mondo 「本当に別の世界」 - Hontō ni betsu no sekai                         | 31 ottobre 2013  |         |
| 6  | Calcio… Calcio? 「サッカー……サッカー?」 - Sakkā… Sakkā?                                       | 7 novembre 2013  |         |
| 7  | Maid in Giappone 「メイド イン ジャパン」 - Meido in Japan                                    | 14 novembre 2013 |         |
| 8  | La malinconia di sua maestà imperiale 「皇帝陛下の憂鬱」 - Kōtei heika no yūutsu              | 21 novembre 2013 |         |
| 9  | Il costume da bagno della morte 「水着の黙示録」 - Mizugi no mokushiroku                      | 28 novembre 2013 |         |
| 10 | Petralka la ragazza magica 「魔法少女ペトラルカ」 - Mahō shōjo Petoraruka                     | 5 dicembre 2013  |         |
| 11 | Complotto silenzioso, complotto profondo 「深く静かに陰謀せよ」 - Fukaku shizuka ni inbō seyo | 12 dicembre 2013 |         |
| 12 | Sparate agli invasori! 「侵略者を撃て！」 - Shinryakusha o ute!                               | 19 dicembre 2013 |         |